# Komatsu Limited
Komatsu Limited (株式会社小松製作所 Kabushiki-gaisha Komatsu Seisakusho) eller Komatsu (コマツ) (TYO: 6301
) er en japansk multinational virksomhed der fremstiller bygge-, minedrifts- og militærudstyr, desuden fremstilles trykkemaskiner, lasere og termoelektriske generatorer.
Koncernen har sit hovedsæde i 2-3-6, Akasaka, Minato, Tokyo. Virksomheden er navngivet efter byen Komatsu i Ishikawa, hvor virksomheden blev grundlagt i 1917.
Komatsu er verdens næststørste fabrikant af konstruktionsudstyr og mineudstyr efter Caterpillar. Koncernen har fabrikker i Japan, Asien, Amerika og Europa.
Japansk 小松 ko matsu betyder "lille fyrretræ", navngivet efter Komatsu by i Ishikawa præfekturet.

## Historie
Komatsu Iron Works blev startet af Takeuchi Mining Industry som et datterselskab der skulle fremstille industrielt værktøj til moderselskabet. Komatsu blev efterhånden stor nok til at sælge til offentligheden og blev fraspaltet moderkoncernen 13. maj 1921 som Komatsu Limited.
Komatsu fremstillede sin første traktor til landbrugsformål i 1931. Gennem 1930'erne fremstillede Komatsu også traktorer til det japanske forsvar, desuden bulldozere, kampvogne og haubitser. Efter 2. verdenskrig tilføjede Komatsu civile bulldozere og gaffeltrucks til sin produktlinje. I 1949 begyndte produktionen af virksomhedens første dieselmotor. Væksten blev drevet af stor efterspørgsel på bulldozere i forbindelse med Japans genopbygning i 1950'erne. I august 1951 flyttets koncernens hovedsæde til Tokyo. I 1957 er teknologien så god at alle modeller benytter Komatsus egne motorer.
I 1964 blev Rioichi Kawai, søn af Yoshinari Kawai, præsident for Komatsu, og der påbegyndes eksport. I 1967 indtages det nordamerikanske marked..
Komatsu og Dresser Industries etablerede Komatsu Dresser for at fremstille mine-traktorer og relateret udstyr. Denne 50-50 fordeling af ejerskabet varede fra september 1988 til august 1994, hvor Komatsu købte Dressers andel. Komatsus mine-produkter blev efterfølgende videreført i 1997 under navnet Komatsu Mining Systems.
I 1989 opkøbtes en ejerandel i tyske Hanomag og i 2002 overtages virksomheden helt. Siden er Hanomag navngivet Hanomag Komatsu.

## Produkter
- Komatsu fremstiller en lang række entreprenørmaskiner bl.a. verdens største bulldozer, D575.